# Warchild II
Warchild II è una raccolta del gruppo musicale britannico Jethro Tull, pubblicata nel 2022.

## Descrizione
Warchild II (2022) contiene alcuni dei brani della War Child 40th Anniversary Theatre Edition che non erano presenti sull'album in vinile originale. Tutte le tracce sono state remixate da Steven Wilson.

## Tracce
Lato A
1. Paradise Steakhouse
2. SeaLion II
3. Saturation
4. Quartet
5. Good Godmother

Lato B
1. WarChild II
2. Tomorrow Was Today
3. Glory Row
4. March, The Mad Scientist
5. Pan Dance
6. Rainbow Blues

## Formazione
- Ian Anderson - voce, flauti, chitarra acustica
- Martin Barre - chitarra elettrica, chitarra acustica
- John Evan - pianoforte, organo
- Barriemore Barlow - batteria, percussioni
- Jeffrey Hammond-Hammond - basso, voce traccia 2
- David Palmer - arrangiamenti orchestrali